# Deutsch-Russische Festtage

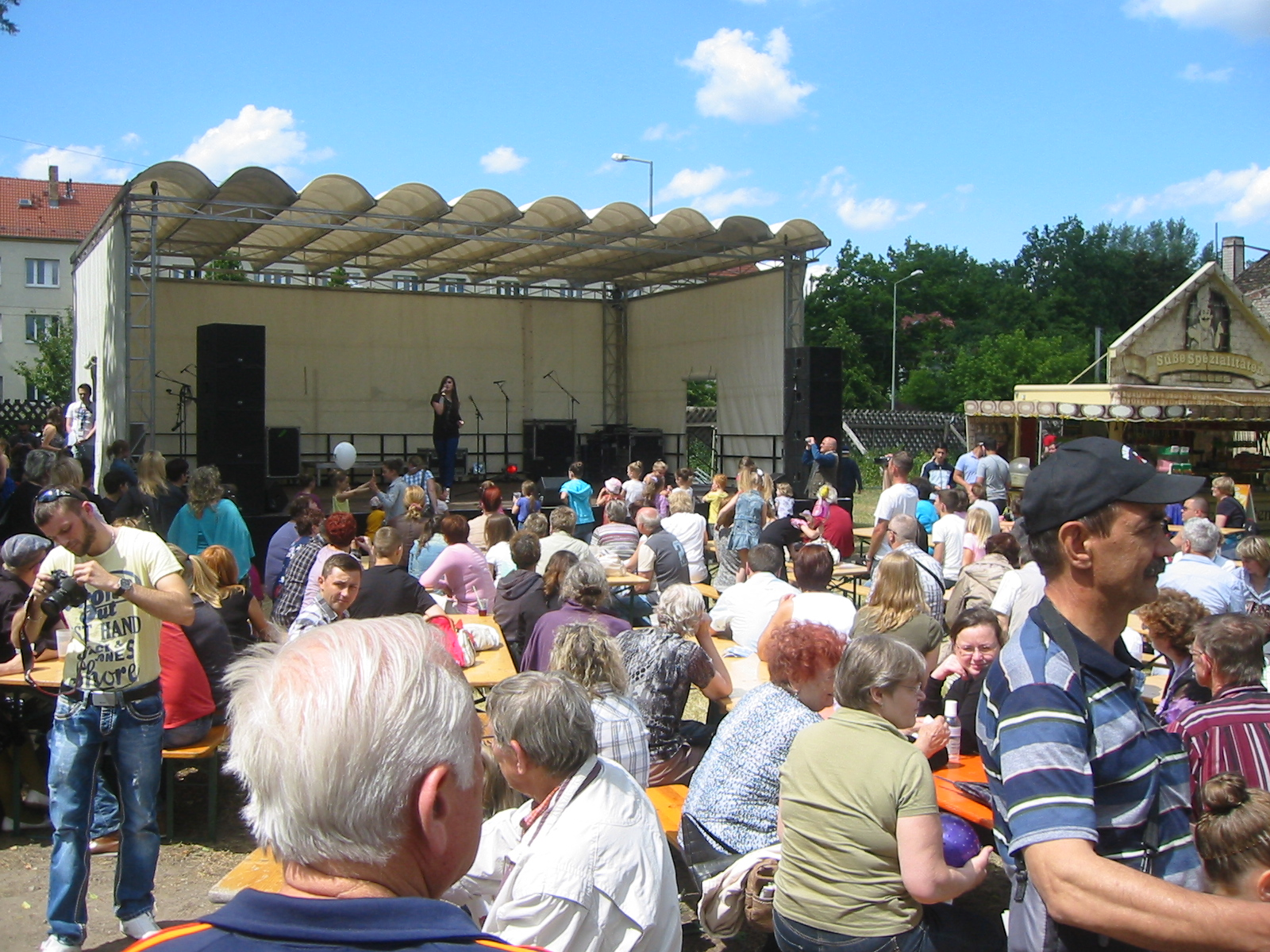
Bühnendarbietung auf den Deutsch-Russischen Festtagen 2012 in Berlin-Karlshorst

Die Deutsch-Russischen Festtage waren ein Volksfest und Open-Air-Festival in Berlin. Sie fanden zwischen 2007 und 2016 um den 12. Juni, dem Russischen Nationalfeiertag, auf der  Trabrennbahn in Berlin-Karlshorst statt.

## Konzept
Die Veranstaltung wurde von einem gleichnamigen Verein organisiert mit dem Ziel, einen „Beitrag zur Förderung der deutsch-russischen Beziehungen, insbesondere auf den Gebieten der Kultur, Sprache, Wissenschaft, Politik und Sport zu leisten.“
Im Mittelpunkt der mehrtägigen Festtage stand die Umsetzung der Vereinsziele, die 2005 anlässlich der Gründung des Vereins festgelegt wurden. Durch unterschiedliche Themenbereiche sollten die Vielschichtigkeit und Besonderheiten der beiden Kulturen erlebbar, das friedliche Miteinander in Achtung und gegenseitigem Respekt durch persönliche Begegnungen zur Selbstverständlichkeit werden. In den Themenbereichen fanden beispielsweise Schachturniere,  Kreativwettbewerbe, Lesungen, Filmvorführungen sowie Tanz- und Musikdarbietungen statt. Daneben gab es Pferderennen, Kleinfeldfußball-Spiele sowie ein internationales Jugendboxturnier des Berliner Boxerverbandes. Informationsstände warben für den Tourismus; Imbissstände boten die Möglichkeit, Russland kulinarisch zu entdecken. Die Tageszeitung Neues Deutschland berichtete, dass im Jahr 2010 rund 150.000 Besucher gezählt werden konnten. 2012 gab es erstmals Theateraufführungen in deutscher und russischer Sprache und ein Filmfest. Zu den etablierten Programmteilen gehörten Eröffnungsshow mit abschließendem Feuerwerk (abwechselnd traten deutsche und russische Künstler auf), die russische Rocknacht und das Nikolai-Bersarin-Gedenkrennen.